# 鮑曼 (澳大利亞國會選區)
鮑曼選區（英語：Division of Bowman），是澳大利亞昆士蘭州的下議院選區，位於該州州府布里斯班東南、包括紅土市政府全部。面積537平方公里。
選區始於1949年，名字是紀念州議員大衛·鮑曼。本區是工黨和自由黨競爭激烈的選區。雖然自由黨的安德魯·拉明在2004年大贏，但他在2007年，卻僅以64票過關。2010年他成功連任。